# Комбули
Ко́мбули (латыш. Kombuļi) — населённый пункт в Краславском крае Латвии. Административный центр Комбульской волости. Находится на региональной автодороге P62 (Краслава — Прейли — Мадона) на берегу озера Комбулю. Расстояние до города Краслава составляет около 11 км. По данным на 2015 год, в населённом пункте проживало 258 человек. Есть волостная администрация, начальная школа, общественный центр, библиотека, фельдшерский и акушерский пункт, католическая церковь и усадьба.

## История
Ранее село являлось центром поместья Комбули.
В советское время населённый пункт был центром Комбульского сельсовета Краславского района. В селе располагалась центральная усадьба совхоза «Саулескалнс».